# Pandèmia per coronavirus de 2020 a les Illes Balears

## Que és el coronavirus
La COVID-19 (o covid-19), també coneguda com a malaltia respiratòria causada per SARS-CoV-2, és una malaltia infecciosa causada pel SARS-CoV-2, un virus estretament relacionat amb el SARS-CoV, però amb una capacitat de disseminació mundial molt més alta que la pandèmia que aquest provocà entre els anys 2002 i 2003. El primer cas es va identificar a Wuhan, Xina, el desembre de 2019; donant lloc al brot de coronavirus 2019-2020.

## Història del coronavirus
El 26 de desembre de 2019, un treballador d’un mercat de marisc de Wuhan va ser ingressat a l’hospital amb una pneumònia greu i insuficiència respiratòria. Després de descartar els patògens respiratoris habituals, es va investigar l’agent causant de la malaltia. El 7 de gener de 2020, les autoritats xineses van identificar un nou tipus de virus del gènere Betacoronavirus, subgènere Sarbecovirus, com a responsable del brot. La seqüència genètica del virus es va compartir el 12 de gener de 2020.
El 23 de gener, es va decretar el confinament de Wuhan i la seva província, afectant 20 milions de persones. En aquell moment, es registraven 1.100 casos i 41 morts. Dies més tard, el Ministeri de Salut xinès va informar de 7.711 casos confirmats, 12.167 sospitosos, 1.370 casos greus i 170 morts, mentre que 124 persones s’havien recuperat.
Zhong Nanshan, l'epidemiòleg que va prendre la decisió del confinament, va destacar que la detecció precoç, l'aïllament i la distància social eren claus per combatre el virus, donat que no hi havia vacuna ni tractament específic. L’Organització Mundial de la Salut va denominar el virus SARS-CoV-2 i la malaltia COVID-19, i el 11 de març de 2020 va declarar la pandèmia internacional.

## Com ens va afectar
La ràpida expansió del SARS-CoV-2 ha deixat una marca profunda en les societats de tot el món, provocant canvis significatius en l'àmbit social, econòmic i sanitari. Les mesures extraordinàries de confinament han estat clau per limitar la propagació del virus, però també han posat a prova les capacitats dels sistemes de salut, que s'han hagut d'adaptar de manera ràpida per evitar el col·lapse.
En aquest context, les comunitats autònomes han implementat accions coordinades i recursos nous per gestionar la crisi sanitària

## Quin era el protocol
Abans de l'inici de la pandèmia de COVID-19, la situació epidemiològica a les Illes Balears, com a la resta d'Espanya, era estable i controlada, amb una baixa incidència de malalties infeccioses, gràcies als programes de vacunació, la millora dels serveis sanitaris i la promoció de la salut. Tot i això, es van produir alguns brots. El 2019, segons el Sistema de Vigilància Epidemiològica, es van registrar 15 brots alimentaris i 58 no alimentaris, amb la sarna i la infecció gonocòccica entre les malalties més comunes.
Quan va aparèixer el primer cas de COVID-19, es va demanar a la població que, en lloc de presentar-se directament als serveis d'urgències, comuniqués els símptomes per telèfon. A causa de l'escassetat de proves diagnòstiques, la Direcció General de Salut Pública va controlar les autoritzacions per a les proves, i el servei d’emergències 061 era l'encarregat de recollir les mostres a domicili i gestionar el trasllat als hospitals amb mesures de seguretat.
El segon cas, registrat el 29 de febrer de 2020, va ser importat des de Bèrgam, Itàlia, i el tercer cas, amb símptomes el 2 de març, provenia de Milà. A mesura que augmentaven els casos, el 5 de març ja s’havien registrat 237 casos a Espanya, amb 6 a les Illes Balears.
Per fer el seguiment dels casos i contactes, es va crear el 13 de març de 2020 un nou sistema d'atenció domiciliària a les Illes Balears, amb unitats mòbils d’atenció al coronavirus (UVAC). Aquestes unitats, formades per personal mèdic i d’infermeria equipats amb equips de protecció, visitaven els domicilis per recollir mostres, avaluar els símptomes i assegurar l’aïllament o quarantena. Si calia, estabilitzaven els pacients greus per ser traslladats pel 061.